# Schizonycha pilosa
Schizonycha pilosa är en skalbaggsart som beskrevs av Moser 1914. Schizonycha pilosa ingår i släktet Schizonycha och familjen Melolonthidae. Inga underarter finns listade i Catalogue of Life.